# 井上雪彦
井上 雪彦（いのうえ ゆきひこ、1946年〈昭和21年〉8月1日 - 2006年〈平成18年〉8月12日）は、山口放送 (KRY) に在籍していたアナウンサー。同局のラジオ局次長も兼務していた。

## 来歴・人物
山口県下関市（旧・豊浦郡豊浦町）出身。山口県立豊北高等学校（現在の山口県立下関北高等学校）を卒業後、多摩美術大学へ進学。多摩美術大学では日本画科に在籍し、横山操に師事している。そのため、美術や絵画に対する興味関心は人一倍強いものがあった。糸居五郎や高崎一郎が憧れのラジオDJであり、大学生時代は糸居の下で喫茶店などでのディスクジョッキーとして修行を積んでいたこともあった。この他、大学在学中に東京アナウンスアカデミー（夜間）に通う。
1970年に山口放送に入社。入社から16年間はテレビに出ることなく、ラジオで音楽番組一筋に関わってきたが、80年代から90年代にかけて『KRY テレビ夕刊』でテレビに出演するようになった。1999年には平日午後の情報番組『井上雪彦の熱血テレビ』のメインキャスターに就任し、同番組のクイズコーナーにおいてサイコロを振る姿で人気を博した。
ラジオ・テレビ以外では、『Swing Saturday ねぎって行こう!』でコンビを組むフリーアナウンサーの鈴木久美とデュエット曲「徳山午前0時」をリリースし、佐々部清監督の映画『チルソクの夏』『カーテンコール』にも出演した。また佐々部のほかに、『ねぎって行こう！』を通じて歌手の前川清と、『熱血テレビ』を通じて歌手の山本譲二（下関市出身）、俳優の原田大二郎（光市育ち）とも親交があった。
2006年8月1日に60歳の誕生日を迎えた。同月末には定年となり、以後は嘱託アナウンサーとして番組出演を続ける予定であった。8月11日までは通常通りに『熱血テレビ』などをこなしていたが、翌8月12日の朝に自宅で倒れ、8時40分に急性大動脈解離で死去した。当日は『ねぎって行こう！』の放送日であったが、遺族の希望などもあり、8月14日の葬儀・告別式後の『熱血テレビ』にて初めて公に死去が伝えられた。ただし公式発表前の8月12日23時過ぎには、佐々部のブログに追悼コメントが出されていた。
没後3年を経た2009年10月に、生前に残した詩をもとに次女の井上朝美（カラーデザイナー）がイラストを手掛けた絵本『ミディーのおさんぽ』が発表された。

## 生前の担当番組

### テレビ
- KRY テレビ夕刊
- 井上雪彦の熱血テレビ

### ラジオ
- Swing Saturday ねぎって行こう![2]
- 土曜いい朝おはようワイド
- 朝は採れ生 パパラジオ[2]